# ГЕС Houay Ho
ГЕС Houay Ho — гідроелектростанція у південно-східній частині Лаосу. Використовує ресурс із річки Houay Ho, правої притоки Xe Namnoy, котра в свою чергу є правою притокою Секонгу. Остання вже на території Камбоджі зливається з Тонле-Сан та невдовзі впадає ліворуч до Меконгу (басейн Південно-Китайського моря).
У своїй центральній течії Секонг, котрий починається в горах В'єтнаму, тече по лаоській території в південному напрямку паралельно Меконгу, відділений від нього плато Болавен. Останнє стрімко обривається на схід до долини Секонгу, що створює гарні умови для розвитку тут гідроенергетики. В межах проекту Houay Ho невелику однойменну річку перекрили кам'яно-накидною греблею з бетонним облицюванням висотою 79 метрів, яка потребувала 1,1 млн м3 матеріалу. Вона утворила водосховище з площею поверхні 37 км2 та корисним об'ємом 527 млн м3, в якому припустиме коливання рівня поверхні у операційному режимі між позначками 861 та 883 метри НРМ.
Зі сховища в бік східного уриву плато прямує дериваційна траса загальною довжиною 3,54 км, яка включає верхній та нижній тунелі, розділені напірною шахтою. Така схема забезпечує напір у 775,5 метра, використовуючи який дві турбіни типу Пелтон потужністю по 75 МВт забезпечують виробництво 450 млн кВт-год електроенергії на рік. Крім того, для підтримки природної течії частину води випускають через турбіну типу Френсіс потужністю 2,1 МВт.
Відпрацьована вода по відвідному каналу довжиною 0,85 км потрапляє до Секонгу.
Проект реалізували таїландські Glow Co (67,25 %) і Hemaray Land & Development (12,75 %), а також місцева державна компанія Electricite Du Lao (20 %). Майже вся вироблена електроенергія призначена для експорту до Таїланду через спеціально споруджену ЛЕП довжиною по лаоській території 161 км, розраховану на роботу під напругою 230 кВ.